# Cersobleptes I
Cersobleptes I (en grec antic Κερσοβλέπτης) va ser rei dels odrisis. Era fill del rei odrisi de Tràcia Cotis I, al que va succeir a la seva mort el 359 aC, si bé una part del regne va passar als que probablement eren els seus germans Berisades i Amadocos.
Com que era molt jove el poder va quedar en mans d'un aventurer d'Eubea, ministre a la cort i relacionat amb la família reial per matrimoni, que es deia Caridem. Aquest regent va negociar amb Atenes la possessió del Quersonès i encara que hi va haver alguna resistència finalment el 357 aC el Quersonès va passar als atenencs que no el van ocupar amb els seus colons fins al 353 aC, segons diu Diodor de Sicília. Sembla que el rei va planejar un atac al Quersonès atenenc en aliança amb Filip II de Macedònia, però Amadocos no va concedir el permís als macedonis per creuar pel seu territori i l'atac mai es va fer.
Després Filip es va convertir en enemic dels odrisis tracis, i va fer una expedició contra ells l'any 352 aC quan es va emportar un fill de Cersobleptes com a ostatge. Cersobleptes va seguir la seva amistat amb els atenencs i era considerat un rei aliat d'Atenes. Després de la mort de Berisades el 356 aC, Cersobleptes, segurament aconsellat per Caridem, va voler eliminar a Cetriporis, el fill i hereu d'aquest rei i als altres fills, per apoderar-se del territori que posseïa, possiblement l'any 352 aC, i va obtenir el vistiplau dels atenencs en aquesta qüestió.
El 346 aC Atenes i Macedònia van fer les paus però Filip i Cersobleptes van continuar en guerra. Quan la segona ambaixada atenenca va arribar a Pel·la el rei Filip era a Tràcia a la guerra i no va tornar fins que va aconseguir derrotar a Cersobleptes. En els tres anys següents Cersobleptes va recuperar poder i es va deslliurar de la influència macedònia deixant de pagar el tribut i va continuar els atacs a les ciutats gregues de l'Hel·lespont. Filip va marxar a Tràcia, va derrotar a Cersobleptes en diverses batalles i va establir com a rei vassall a Seutes III (341 aC) amb un fort tribut anyal. No se sap si Cersobleptes va morir o va abdicar en Seutes.